# Simfonia núm. 7 (Sibelius)
La Simfonia núm. 7 en do major, op. 105, va ser l'última simfonia publicada del compositor finlandès Jean Sibelius. Composta entre 1918 i el març de 1924, destaca per ser una simfonia d'un sol moviment d'uns 22 minuts, en contrast amb la fórmula simfònica estàndard de quatre moviments. S'ha descrit com "completament original en la forma, subtil en el seu maneig dels tempi, individual en el tractament de la tonalitat i totalment orgànica en el creixement" i "l'assoliment compositiu més notable de Sibelius".
Després que Sibelius acabés la seva composició el 2 de març de 1924, l'obra es va estrenar a Estocolm el 24 de març, com a Fantasia simfònica núm. 1, per la Konsertföreningen i dirigida pel mateix compositor. Aparentment, el compositor no estava decidit sobre quin nom donaria a la peça, i només li va concedir l'estatus de simfonia després d'alguna deliberació. Per a la seva publicació el 25 de febrer de 1925, la partitura es va titular "Simfonia núm. 7 (en un moviment)".

## Composició
Sibelius va arribar al concepte d'una simfonia contínua i d'un sol moviment després d'un llarg procés d'experimentació. La seva Simfonia núm. 3, que data de 1907, contenia tres moviments, amb un quart i últim moviment que s'havia fusionat amb el tercer. El resultat final va tenir prou èxit perquè Sibelius utilitzés la mateixa idea en la seva Simfonia núm. 5, completada el 1915. Tot i que la seva primera menció del número 7 es va produir el desembre de 1918, la font del seu material es remunta cap a l'any 1914, moment en què estava treballant en la Cinquena.
El 1918 Sibelius havia descrit els seus plans per a aquesta simfonia com a "alegria de la vida i vitalitat amb seccions d'appassionato". La simfonia tindria tres moviments, l'últim un "rondo hel·lènic". Els esbossos supervivents de principis de la dècada de 1920 mostren que el compositor estava treballant en una obra de quatre, no tres, moviments. La tonalitat global sembla haver estat sol menor, mentre que el segon moviment, un adagio en do major, va proporcionar gran part del material per als temes que finalment van constituir la simfonia. El primer esborrany supervivent d'una simfonia d'un sol moviment data de 1923, cosa que suggereix que Sibelius podria haver pres la decisió de prescindir d'una obra de diversos moviments en aquest moment. Durant l'estiu de 1923, el compositor va produir diversos esborranys addicionals, almenys un dels quals es troba en un estat interpretable; tanmateix, el final de la simfonia encara no s'havia elaborat del tot.
Amb l'entrada del 1924, Sibelius es va distreure del seu treball en la simfonia per una sèrie d'esdeveniments externs: l'atorgament d'un gran premi en metàl·lic d'una fundació de Hèlsinki, aniversaris familiars i la composició d'una sèrie d'obres breus per a piano. Quan va tornar a la simfonia, el compositor va beure abundants quantitats de whisky per tal, segons va afirmar, de mantenir la mà ferma mentre escrivia en el paper del manuscrit.
Juntament amb la Simfonia núm. 5 i núm. 6, la núm. 7 va ser l'última obra de Sibelius amb material de Kuutar, un poema simfònic mai acabat el títol del qual significa aproximadament "Esperit de la lluna". Aquest treball va ajudar a donar forma a les primeres parts de la núm. 7, les creades durant la composició dels números 5 i 6. Un dels temes de Kuutar, anomenat Tähtölä (On habiten les estrelles), va evolucionar fins a formar part de la secció d'obertura Adagio de la núm. 7.

## Importància
Encara que aparentment la simfonia va existir per primera vegada en forma embrionària en re major, finalment va canviar la tonalitat inicial a do major. El compositor britànic Ralph Vaughan Williams va dir que només Sibelius podia fer que el do major sonés completament fresc. Peter Franklin, escrivint sobre la Setena en el cicle Segerstam - Chandos de simfonies de Sibelius, anomena la dramàtica conclusió com «la celebració més gran en do major que hi hagi hagut mai».
Sibelius va viure 33 anys després d'acabar la Setena, però va ser una de les últimes obres que va compondre. Només va completar una obra orquestral important, el seu poema simfònic Tapiola. No obstant això, malgrat moltes proves de treball en una Simfonia núm. 8, es creu que Sibelius va cremar tot el que havia escrit. Va deixar el número 7 com a declaració final sobre la forma simfònica.

## Forma
La forma de la simfonia és sorprenentment original. Des de l'època de Joseph Haydn, un moviment en una simfonia normalment estaria unificat per un tempo aproximadament constant i aconseguiria varietat mitjançant l'ús de temes contrastats en diferents claus. Sibelius va capgirar aquest esquema. La simfonia està unificada per la tonalitat de do (tots els passatges significatius de l'obra són en do major o do menor), i la varietat s'aconsegueix mitjançant un tempo gairebé constantment canviant, així com per contrastos de mode, articulació i textura. Sibelius havia fet alguna cosa semblant en el primer moviment de la Simfonia núm. 5, que combina elements d'un primer moviment simfònic estàndard amb un scherzo més ràpid. Tanmateix, la Setena Simfonia conté una varietat molt més àmplia dins d'un moviment.

## Instrumentació
- 2 flautes (ambdues canvien a flautí durant l'Adagio central)
- 2 oboès
- 2 clarinets en si♭
- 2 fagots
- 4 trompes en fa
- 3 trompetes en si♭
- 3 trombons
- Timbales
- Cordes

## Descripció

### Adagio(compassos 1-92)
La simfonia comença amb un suau toc de les timbales seguit d'una escala en do major sincopada ascendent lenta (començant pel sol del timbal) a les cordes que condueix a un acord inesperat en la tonalitat remota de la bemoll menor. L'⁣interval d'una sisena menor entre la nota inicial de sol i la nota final de mi♭ s'ha interpretat com una referència al començament de Tristany i Isolda de Wagner⁣: el passatge és seguit d'acords extrets d'aquesta obra.
Audio playback is not supported in your browser. You can download the audio file.
Uns compassos més tard, al compàs 11, s'anuncia tranquil·lament a la flauta un motiu clau i es repeteix al clarinet:
Audio playback is not supported in your browser. You can download the audio file.
Aviat s'arriba a un passatge que sona més aviat com una coral, amb les violes i els violoncels cantant suaument una melodia d'himne que s'anirà acumulant gradualment fins al primer clímax de la simfonia.
Audio playback is not supported in your browser. You can download the audio file.
A mesura que s'acosta el clímax, l'orquestra afegeix volum i intensitat. En el clímax, el primer trombó anuncia la melodia principal de la simfonia (compàs 60–64), anomenada "Aino" als esbossos, nom de l'⁣esposa del compositor.
Audio playback is not supported in your browser. You can download the audio file.
Aquest tema reapareix en moments clau de la simfonia, reafirmant cada cop el do com a tonalitat.

### Un pochett. meno adagio–poco affrett.–Poco a poco affrettando il Tempo al. . .Vivacissimo–rallentando al... (Compassos 93–221)
Al compàs 93 el tempo es marca Un pochett[ino] meno adagio (una mica menys lentament). Aviat apareix a l'oboè (compàs 94 i 95) un nou tema en el mode dòric, basat en l'escala ascendent dels primers compassos:
Audio playback is not supported in your browser. You can download the audio file.
El tempo augmenta gradualment (affrettando) en un llarg passatge seqüencial que explora diverses tonalitats. Al compàs 134, la signatura de temps passa de 3/2 a 6/4 reduint la tensió. L'armadura canvia a do menor:
Audio playback is not supported in your browser. You can download the audio file.
Aviat el tempo augmenta fins a Vivacissimo (molt animat), amb acords staccato ràpids intercanviats entre les cordes i el vent-fusta. La música es torna tempestuosa amb ominoses escales ascendents i descendents a les cordes, mentre que el tema d'"Aino" es torna a escoltar als metalls:

### Largamente molto–Affettuoso(compassos 496–521)
Aquesta secció acaba amb una progressió d'acords des de la♭ fins a la tonalitat principal de do major de la simfonia extreta directament de l'obra anterior de Sibelius Valse triste de Kuolema.

### Tempo I(compassos 522–525)
Els quatre últims compassos tornen al tempo inicial de l'Adagio. Lògicament, això hauria de ser més ràpid que la música anterior, que era Adagio i després Largamente molto (ampliant, és a dir, alentint-se molt), però la majoria dels directors frenen. Les cordes toquen una versió del tema dels compassos 11-12 contra un acord de do major sostingut pels metalls i els vents fusta. Lionel Pike descriu la progressió de la nota re a do seguida de la progressió de si (enharmònicament equivalent a do♭) a do a les cordes com la resolució final de la dissonància tonal creada pel sorprenent acord menor la♭ des del principi de l'obra (també per exemple la "dissonant" la♭ es resol a "consonant" sol a la secció immediatament anterior). La progressió de notes re a do també són les dues primeres notes del tema recurrent "Aino" del trombó. Arnold Whittall descriu aquest final com a "triomfalment brusc".